# 本地泡

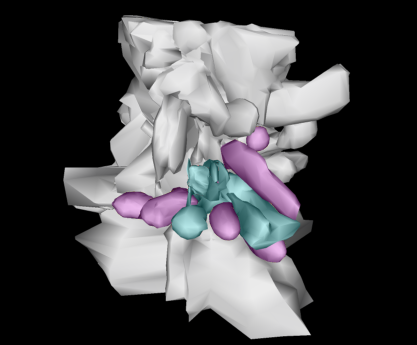
太陽附近空間的模型：本地泡（灰色），分子雲（洋紅色），環I氣泡（青色）。

本地泡或本地腔是銀河系獵戶臂中的星際物質（ISM）。它包含最近的恆星和棕矮星、本地星際雲（我們的太陽系也在其中）、鄰近的G雲、大熊座移動星群（距離地球最近的移動星群）、和畢宿星團（最近的疏散星團）。以中性氫原子密度約0.05/cm3定義的直徑至少橫跨300光年，這是銀河系中星際物質密度平均值（0.5原子/cm3）的十分之一，或本地星際雲（0.3原子/cm3）的六分之一。
本地泡異常稀薄的氣體是過去1,000萬年至2,000萬年內的超新星爆炸造成的結果。這些氣體仍保持在激發態，輻射的能量在X射線的波段。在雙子座的脈衝星傑敏卡，曾經被認為是形成本地泡的超新星殘骸，但現在認為昴宿星團移動星群的次級團B1中的多顆超新星才是要負責的天體，造成殘餘的超級外殼 。

## 描述

此圖顯示太陽位於本地星際雲的邊緣，距離約4光年的南門二（半人馬座α）在鄰近的G雲複合體中。

在過去的500萬至1,000萬年裡，太陽系一直在穿越目前被本地泡所在的地區。它目前的位置在氣泡內密度較大的次要區域，本地星際雲（LIC）。LIC在本地泡和環I氣泡相遇的地方形成。LIC中的氣體密度約為每立方釐米0.3個原子。
本地泡不是球形的，且在銀河平面中似乎更窄，變得有點蛋形或橢圓形，並且可能在銀河平面上方和下方變寬，形狀像沙漏一樣。它毗鄰其它密度較低的星際物質（ISM）氣泡，特別是環I氣泡。環I氣泡在天蠍-人馬星協中，由距離太陽約500光年的超新星和恆星風清出、加熱和維繫。環I氣泡包含恆星心宿二（天蠍座α），顯示在圖的右上角。幾個通道將本地泡的空腔與環I氣泡連接起來，被稱為"豺狼座通道"。與本地泡相鄰的其它氣泡是環II氣泡和環III氣泡。
在2019年，研究人員在南極洲發現了星際鐵，它們與本地星際雲有關，這可能與本地泡的形成有關。

## 觀測

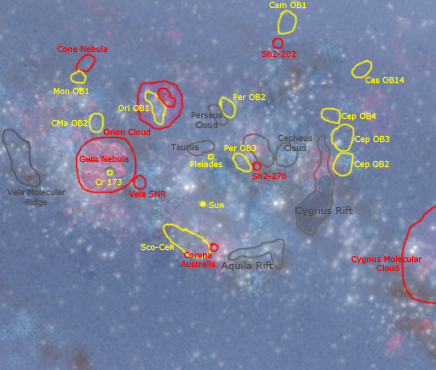
在獵戶臂上的特寫，在本地泡周圍有主要的星協（黃色），星雲（紅色）和暗星雲（灰色）。

2003年2月發射，一直活躍到2008年4月，一顆名為宇宙熱星際電漿光譜儀小型太空天文臺，檢查了本地泡內的熱氣體。本地泡也是極紫外探測器任務（1992-2001）感興趣的區域，該任務檢查了氣泡內的熱極紫外線（EUV）來源。氣泡邊緣以外的來源被識別出來，但被更密集的星際介質衰減。在2019年，使用對瀰漫星際帶的觀測，報告了本地泡的第一個立體星圖。

## 對恆星形成的影響
2022年1月，在《自然》雜誌上的一篇論文發現，觀測和建模已經確定氣泡膨脹的表面作用，已經收集了氣體和碎片，並負責所有年輕恆星的形成。

## 圖集
|  |  |  |  |

## 進階讀物
- Anderson, Mark. . New Scientist. 2007-01, 193 (2585): 26–30  [2022-04-08]. doi:10.1016/S0262-4079(07)60043-8. （原始内容存档于2018-06-15） （英语）.
- Lallement, R.; Welsh, B. Y.; Vergely, J. L.; Crifo, F.; Sfeir, D. . Astronomy & Astrophysics. 2003-12, 411 (3): 447–464. Bibcode:2003A&A...411..447L. ISSN 0004-6361. doi:10.1051/0004-6361:20031214.
- . Science@NASA Headline News. NASA. 6 January 2003  [2022-04-01]. （原始内容存档于2022-04-08）.
- . Science@NASA Headline News. NASA. 17 December 2004  [2022-04-01]. （原始内容存档于2022-04-01）.

## 外部連結
- 维基共享资源上的相關多媒體資源：本地泡
- . 3dgalaxymap.com.   [2022-04-01]. （原始内容存档于2017-07-29）.